# ARA Almirante Brown (D-10)
ARA Almirante Brown (D-10) — эскадренный миноносец, находящийся в составе ВМС Аргентины. Головной корабль серии (немецкий проект MEKO 360H2). Построен на верфи Blohm + Voss в Гамбурге. Приписан к военно-морской базе Пуэрто-Бельграно, провинция Буэнос-Айрес. ARA Almirante Brown (D-10) — девятый корабль в истории национального флота, названный в честь адмирала Уильяма Брауна — аргентинского военного деятеля ирландского происхождения.

## История строительства
«Альмиранте Браун» был построен по национальной военно-морской программе 1974 года, для замены в составе флота кораблей времён Второй мировой войны. Контракт на строительство был подписан с западногерманской Blohm + Voss.

## Боевая служба
С 25 сентября 1990 по 25 апреля 1991 эсминец в паре с корветом «Спиру» типа «Эспора» участвовал в Войне в Персидском заливе.
Принимает участие в военно-морских учениях UNITAS, Gringo-Gaucho и др. Участвовал в спасении ледокола ARA Almirante Irízar (Q-5).
По состоянию на 2013 год находится в составе флота Аргентины, хотя по сообщениям западной прессы, состояние корабля оценивается как критическое. Из-за импортных ограничений и финансовых проблем «Альмиранте Браун», как и прочие корабли серии, бо́льшую часть времени проводит в порту.